# Hemiberlesia sinensis
Hemiberlesia sinensis är en insektsart som beskrevs av Ferris 1953. Hemiberlesia sinensis ingår i släktet Hemiberlesia och familjen pansarsköldlöss. Inga underarter finns listade i Catalogue of Life.